# Lakers de Lake Superior State
Les Lakers de Lake Superior State (Lake Superior State Lakers) est un club omnisports universitaire de l'université d'État du lac Supérieur, située à Sault Sainte-Marie dans le Michigan aux États-Unis. Les équipes des Lakers participent aux compétitions universitaires organisées par la National Collegiate Athletic Association.

## Hockey sur glace
L'équipe de hockey sur glace masculine fait partie de la conférence Central Collegiate Hockey Association, évoluant en division 1. Elle fut championne nationale NCAA à trois reprises, soit en 1988, 1992 et 1994.